# Bayerische Akademie der Wissenschaften
Die Bayerische Akademie der Wissenschaften (BAdW) ist eine Körperschaft des öffentlichen Rechts (K.d.ö.R.) mit Sitz in München. Die Grundfinanzierung trägt der Freistaat Bayern. Die zuständige Aufsichtsbehörde ist das Bayerische Staatsministerium für Wissenschaft und Kunst (StMWK). Sie ist die größte und eine der ältesten der acht auf Landesebene organisierten Wissenschaftsakademien in Deutschland. Zur Akademie gehören auch das Leibniz-Rechenzentrum (LRZ) und das Walther-Meißner-Institut für Tieftemperaturforschung (WMI) auf dem Hochschul- und Forschungszentrum Garching, sowie das Bayerische Forschungsinstitut für digitale Transformation (bidt) und die Kommission für bayerische Landesgeschichte (KBL). Die BAdW ist außerdem Mitglied in der Union der deutschen Akademien der Wissenschaften.

## Geschichte

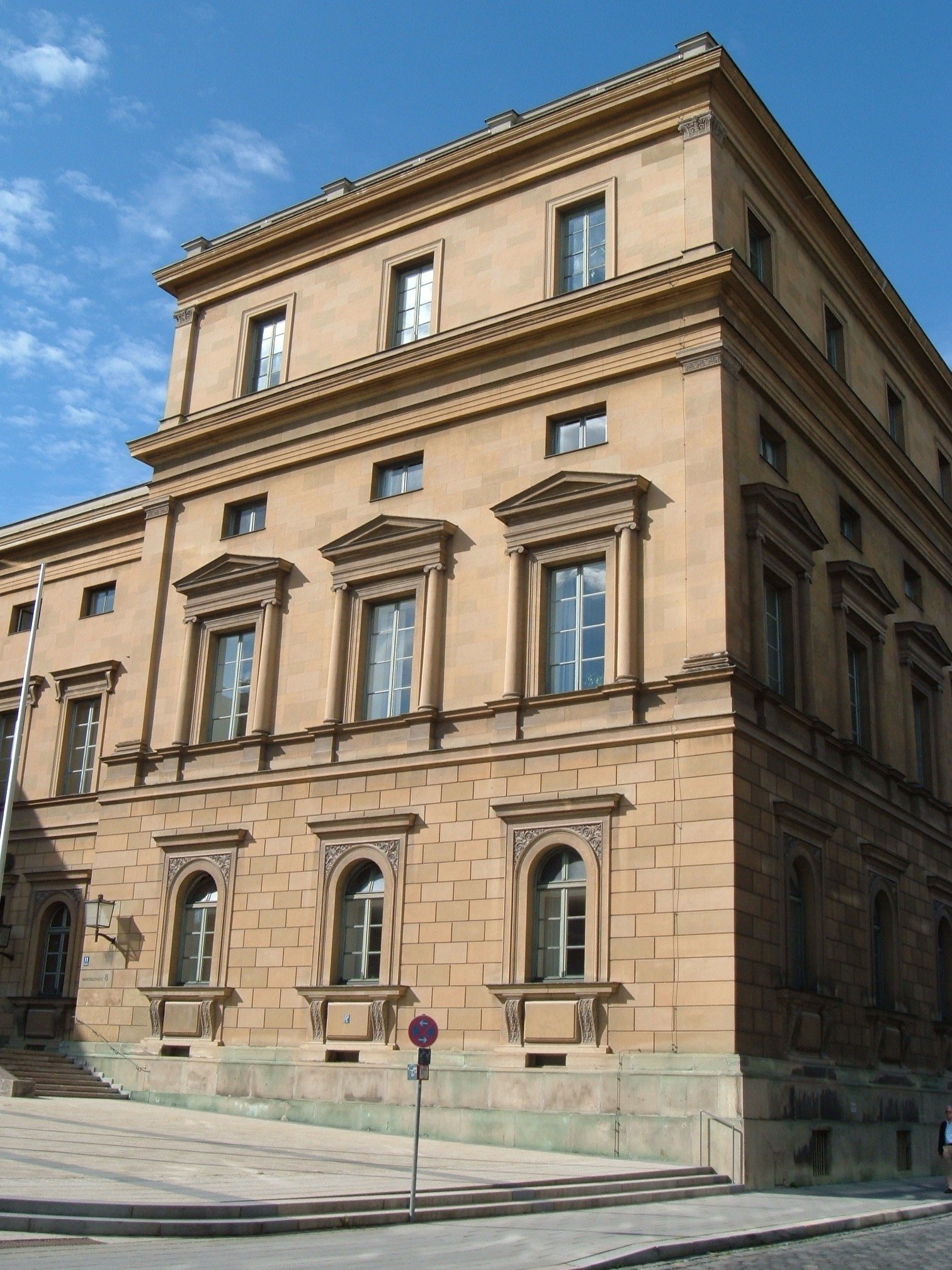
Bayerische Akademie der Wissenschaften Alfons-Goppel-Str. 11 in der Münchner Residenz

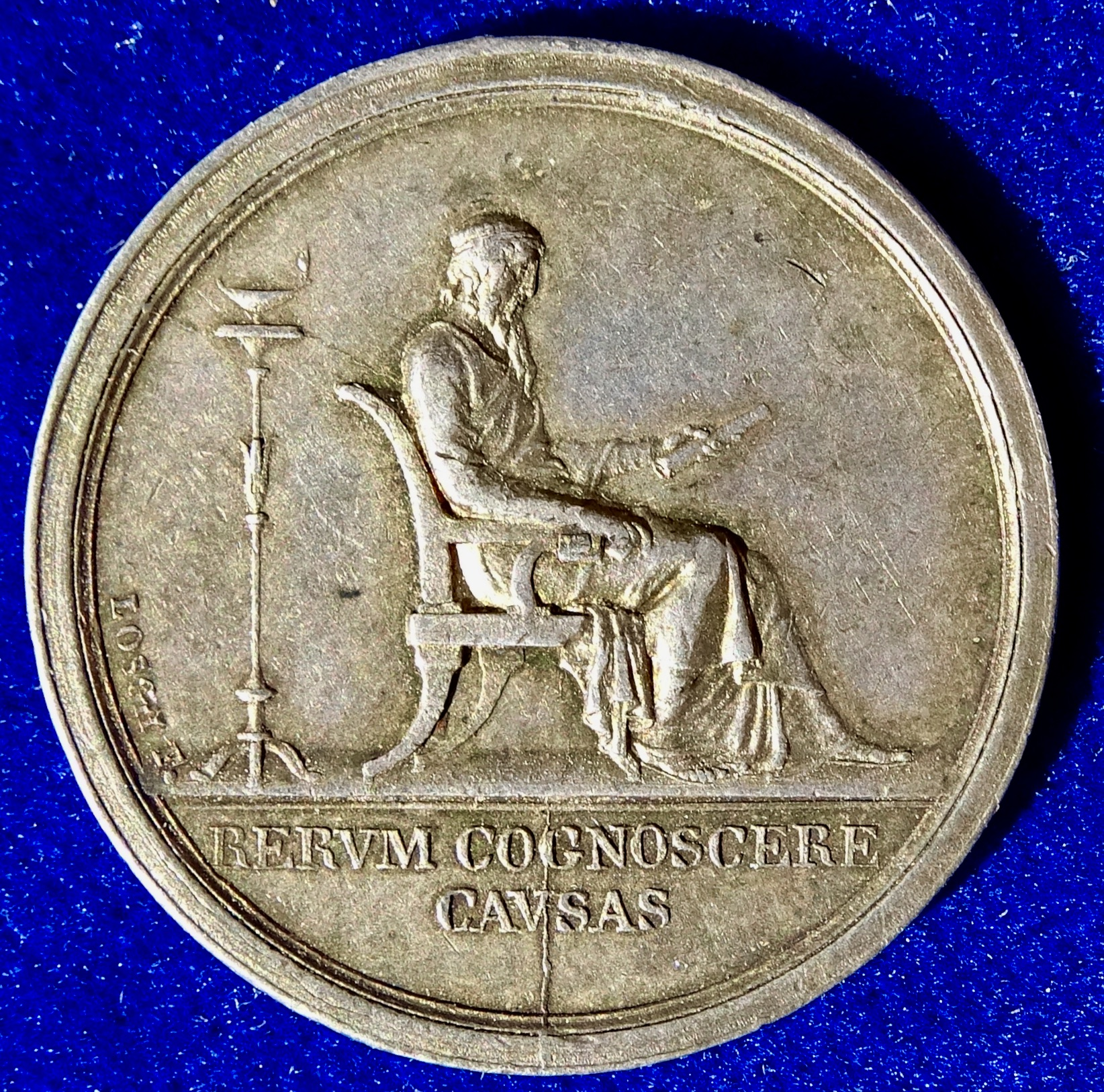
Prämienmedaille der Akademie von 1807 (ohne Jahr), Vorderseite

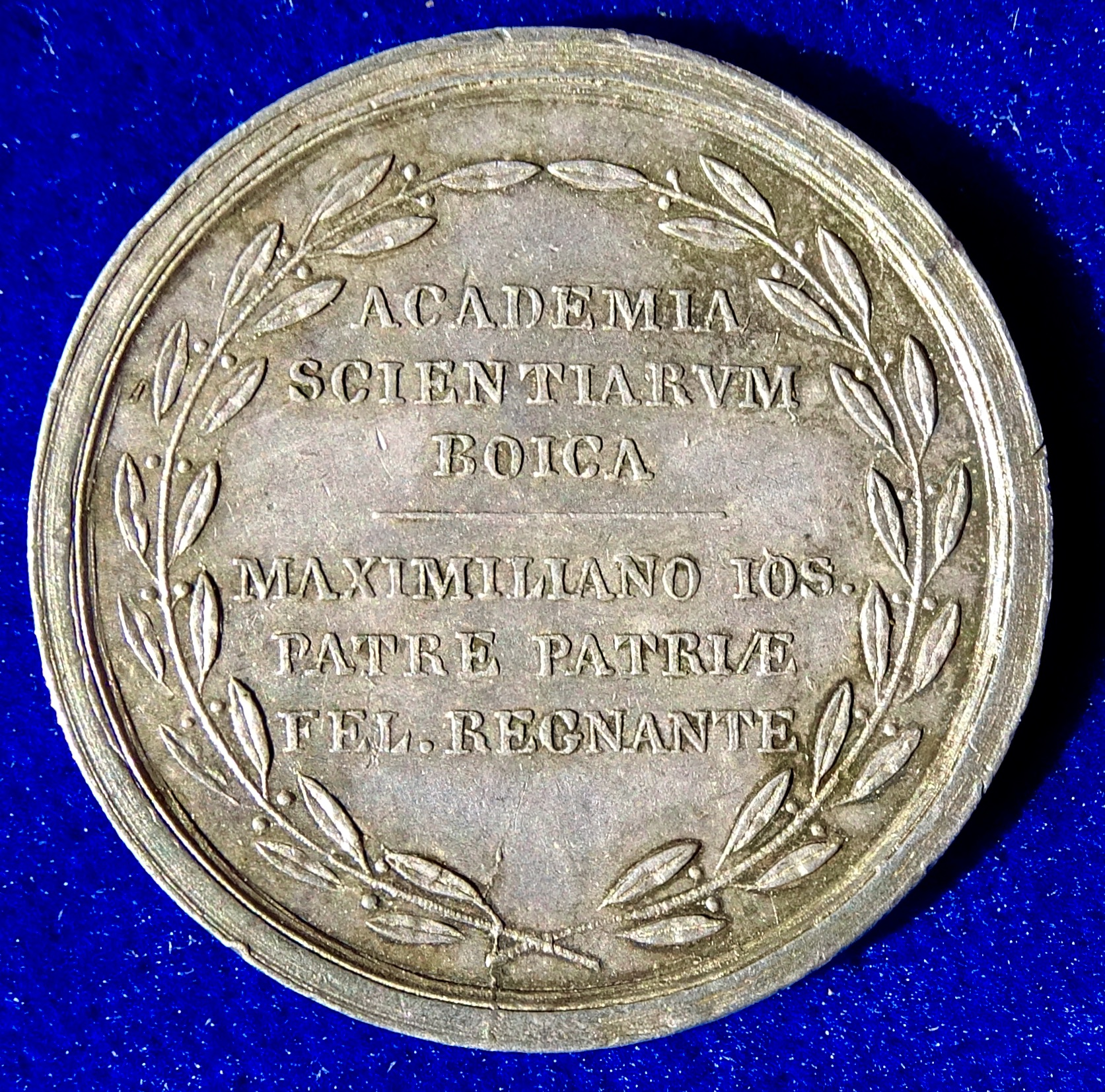
Die Rückseite dieser Medaille von Franz Losch

Die Akademie wurde 1759 von Kurfürst Maximilian III. Joseph gegründet. Graf Sigmund von Haimhausen wurde 1759 Gründungspräsident der zunächst als Churbaierische Akademie bezeichneten Einrichtung und blieb bis 1761 im Amt, wiederholt im Amt von 1771 bis 1779 und 1787 bis zu seinem Tode 1793. 1779 wurde er erster Ehrenpräsident der Akademie. Die Gründung ist insbesondere dem Hofrat Johann Georg Lori (1723–1787) zu verdanken, dem Gründer der Bayerischen Gelehrten Gesellschaft. Ursprünglich teilte sich die Akademie in zwei Klassen, eine Historische und eine Philosophische, wobei Philosophie im damaligen Wissenschaftsverständnis auch Mathematik und Physik umfasste.
Untergebracht war die Akademie seit 1783 im Wilhelminum, dem ehemaligen Kollegiengebäude des Jesuitenordens an der Neuhauser Straße in München.
1807 wurde die Akademie von einer freien Gelehrteneinrichtung zu einer staatlichen Zentralanstalt mit neuer Verfassung und hauptberuflich tätigen, fest besoldeten Staatsbeamten. Sie wurde dem Innenministerium direkt unterstellt.
Mit der Begründung des Bayerischen Wörterbuchs durch Johann Andreas Schmeller im Jahr 1816 beginnt ein bis heute andauerndes Forschungsprojekt, aus dem das erste philologisch fundierte deutschsprachige Wörterbuch hervorging.
Unter König Ludwig I. kehrt die Akademie 1827 zu ihrer ursprünglichen Bestimmung als freie Gelehrtengemeinschaft und Forschungseinrichtung zurück.
Die Historische Kommission bei der Bayerischen Akademie der Wissenschaften (HiKo) wurde 1858 auf Initiative des Historikers Leopold von Ranke vom bayerischen König Maximilian II. gegründet. Sie ist heute eine der größten außeruniversitären historischen Forschungseinrichtungen der Bundesrepublik Deutschland.
Mit der Kommission für die Herausgabe des Thesaurus linguae Latinae wurde 1893 das erste geisteswissenschaftliche Großprojekt der Akademie im internationalen Verbund mit den Akademien in Berlin, Göttingen, Leipzig, München und Wien begründet.
Die Kommission für Mundartforschung wurde 1911 mit der Zielsetzung gegründet, in Zusammenarbeit mit der Akademie der Wissenschaften in Wien ein gemeinsames gesamtbairisches Dialektwörterbuch zu erstellen, die Arbeiten sind noch nicht abgeschlossen. Die Kommission für bayerische Landesgeschichte (KBL) mit den Institut für Volkskunde wurde 1927 gegründet.
Nach der Machtergreifung der Nationalsozialisten 1933 wurde die Akademie in den Folgejahren „judenfrei“ gemacht.  Albert Einstein trat bereits im April 1933 aus der Bayerischen Akademie aus. Noch vor Eintreffen des entsprechenden Erlasses vom 15. November 1938 meldete das bayerische Kultusministerium beim Reichswissenschaftsministerium, dass den vier nichtarischen Mitgliedern Lucian Scherman, Alfred Pringsheim, Richard Willstätter und Heinrich Liebmann mitgeteilt worden sei, dass „sie der Akademie nicht mehr angehören können“. Im nächsten Jahr wurden die „jüdisch versippten“ Mitglieder zum Rücktritt gedrängt. Der Akademiepräsident von 1935 bis 1943, Karl Alexander von Müller, wurde nach Kriegsende wegen Verstrickung in das NS-Regime zwangsemeritiert und trat, um dem Ausschluss zuvorzukommen, freiwillig aus der Akademie aus.
Nach dem Zweiten Weltkrieg und der Zerstörung des Wilhelminums wurde die Akademie in verschiedenen Ausweichquartieren in der Nähe der Universität, dann vor allem am ehemaligen Sitz der aufgelösten Deutschen Akademie, untergebracht. Das Domizil im Nordostflügel der Münchner Residenz bezog sie im Jubiläumsjahr 1959. Der Bayerische Staatsminister für Unterricht und Kultus Theodor Maunz der Akademie im Jubiläumsjahr den Status einer Körperschaft des öffentlichen Rechts.
Das heutige Leibniz-Rechenzentrum (LRZ) wurde 1962 mit dem Namen „Kommission für elektronisches Rechnen“ gegründet. Das Walther-Meißner-Institut (WMI) für Tieftemperaturforschung bezog 1967 seinen Standort auf dem Hochschul- und Forschungszentrum Garching, war aber bereits 1946 als Kommission für Tieftemperaturforschung gegründet worden.
Das Bayerische Forschungsinstitut für Digitale Transformation (bidt) entstand 2018. Im bidt ging das seit 2016 an die Akademie angeschlossene Munich Center for Internet Research (MCIR) auf.
2021 gründete die BAdW gemeinsam mit der Julius-Maximilians-Universität Würzburg das Friedrich-Wilhelm-Joseph-Schelling-Forum als Ort des Austauschs und der Wissenschaftsvermittlung in Würzburg. Im selben Jahr schloss sich die BAdW mit der Unterzeichnung eines Memorandum of Understanding mit der Fraunhofer-Gesellschaft, der Max-Planck-Gesellschaft zur Förderung der Wissenschaft, sowie der Ludwig-Maximilians-Universität und der Technischen Universität München zusammen, um das Munich Quantum Valley einzurichten. 2022 folgte die feierliche Unterzeichnung der Gründungsurkunde.

## Gelehrtengemeinschaft
Die Gelehrtengemeinschaft unterteilt sich in ordentliche, außerordentliche und korrespondierende Mitglieder. Die Mitglieder der Gelehrtengemeinschaft gehören vier Sektionen an:
- Sektion I – Geistes- und Kulturwissenschaften,
- Sektion II – Rechts-, Sozial- und Wirtschaftswissenschaften,
- Sektion III – Naturwissenschaften, Mathematik, Technikwissenschaften,
- Sektion IV – Naturwissenschaften, Lebenswissenschaften, Medizin.

Die Zahl der Mitglieder ist auf 30 ordentliche und 30 korrespondierende Mitglieder je Sektion begrenzt. Ordentliche Mitglieder haben ihren Dienst- oder Wohnsitz in Bayern, korrespondierende Mitglieder außerhalb Bayerns. Derzeit hat die Akademie 199 ordentliche und 102 korrespondierende Mitglieder. Leiterinnen und Leiter bedeutender wissenschaftlicher Einrichtungen in Bayern können vom Plenum zu außerordentlichen Mitgliedern gewählt werden. Mitglieder des Jungen Kollegs der BAdW sind für die Dauer ihrer Förderung außerordentliche Mitglieder. Die Akademie hat außerdem zwei Ehrenmitglieder, Franz Herzog von Bayern und Ulrich L. Rohde.
Die Akademie hatte im Laufe ihrer Geschichte zahlreiche bekannte Mitglieder, darunter Lorenz von Westenrieder, Johann Wolfgang von Goethe, die Gebrüder Grimm, Joseph von Fraunhofer, Theodor Mommsen, Alexander und Wilhelm von Humboldt, Vincenz Bernhard Tscharner, Bernhard Studer, Karl Theodor von Heigel, Aris Konstantinidis, Kurt Sethe, Max Planck, Otto Hahn, Albert Einstein, Walther Gerlach, Franz Boas, Max Weber, Werner Jaeger, Arnold Sommerfeld, Alfred Pringsheim, Erich Preiser, Werner Heisenberg, Adolf Butenandt, Franz Dölger, Hans-Georg Beck und Otto Braun-Falco, Carl August von Steinheil.
Die ersten weiblichen Mitglieder waren 1892 die Ethnologin, Zoologin und Botanikerin Therese von Bayern als Ehrenmitglied und 1936 die klassische Philologin und Papyrologin Medea Norsa als korrespondierendes Mitglied.

## Präsidenten
Erster Präsident war der Vorsitzende des Münz- und Bergwerkskollegiums Graf Sigmund von und zu Haimhausen. Spätere Präsidenten waren unter anderen Friedrich Heinrich Jacobi, Friedrich Wilhelm von Schelling, Justus von Liebig, Ignaz von Döllinger, Max von Pettenkofer, Walther Meißner und Friedrich Baethgen.
Derzeitiger Präsident ist der Nuklearmediziner Markus Schwaiger. Er löste im Januar 2023 den Sinologen Thomas O. Höllmann ab.

## Institute der BAdW
- Leibniz-Rechenzentrum (LRZ), das zentrale Rechenzentrum der beiden Münchner Landesuniversitäten Ludwig-Maximilians-Universität München und Technische Universität München und der Akademie der Wissenschaften.
- Walther-Meißner-Institut (WMI) für Tieftemperaturforschung,
- Kommission für bayerische Landesgeschichte (KBL) mit dem Institut für Volkskunde
- Bayerisches Forschungsinstitut für Digitale Transformation (bidt). Im bidt ging das seit 2016 an die Akademie angeschlossene Munich Center for Internet Research (MCIR) auf.[15]

## Forschungsvorhaben der Akademie
Die Akademie betreibt langfristig angelegte Grundlagenforschung, die das kulturelle Erbe sichert und dokumentiert. Schwerpunkte liegen in den Geisteswissenschaften, den Geowissenschaften, der Tieftemperaturphysik und der Informationstechnologie. In über 120 Projekten mit insgesamt mehr als 450 Mitarbeiterinnen und Mitarbeitern entstehen Messreihen, Editionen, Modelle, Kataloge, Wörterbücher und andere wissenschaftliche Publikationen. Neben den langfristigen Forschungsvorhaben richtet die Akademie seit 2015 außerdem Ad-hoc Arbeitsgruppen ein, die eine Laufzeit von drei Jahren haben und sich aktuellen, gesellschaftspolitisch relevanten Themen widmen. Viele der langfristigen Vorhaben werden über das Akademienprogramm gefördert, das von Bund und Ländern getragen wird.

### Aktuelle Forschungsvorhaben und Ad-hoc AGs (ohne Institute)
- Ad-hoc-Arbeitsgruppe Judentum in Bayern[18]
- ALMA –Wissensnetze in der mittelalterlichen Romania[19]
- Vergleichende Archäologie römischer Alpen- und Donauländer[20]
- Archäologische Untersuchungen und Ausgrabungen zur antiken Urbanität[21]
- Bayerisches Wörterbuch[22]
- Bayerns Dialekte Online
- Corpus der barocken Deckenmalerei in Deutschland[23]
- Corpus Vasorum Antiquorum
- Cuneiform Artefacts of Iraq in Context (CAIC) – Keilschriftartefakte Mesopotamiens[24]
- Der Österreichische Bibelübersetzer[25]
- Deutsche Inschriften des Mittelalters und der frühen Neuzeit (Arbeitsstelle München)[26]
- Dialektologisches Informationssystem von Bayerisch-Schwaben (DIBS)[27]
- Digitale Edition von Walter Burleys zwei frühen Kommentaren zur „Physik“ des Aristoteles[28]
- Erdmessung und Glaziologie[29]
- Forum Ökologie[30]
- Forum Technologie[31]
- Fränkisches Wörterbuch[32]
- Frühbuddhistische Handschriften aus Gandhāra[33]
- Frühneuzeitliche Ärztebriefe[34]
- Deutsche Geodätische Kommission
- Geowissenschaftliche Hochdruckforschung[35]
- Herausgabe der Schriften des Johannes von Damaskus[36]
- Herausgabe der Urkunden Kaiser Friedrichs II.[37]
- Historisch-kritische Ausgabe der Werke und Briefe Adalbert Stifters
- Johannes Zacharias Aktuarios[38]
- Katalog der deutschsprachigen illustrierten Handschriften des Mittelalters (KdiH)[39]
- Keilschrifttexte aus Isin (Išān Baḥrīyāt) (Kampagnen 1–8)[40]
- Kulturen politischer Entscheidung in der modernen Demokratie[41]
- Mittelalterliche Bibliothekskataloge Deutschlands und der Schweiz
- Mittellateinisches Wörterbuch[42]
- Münchener Texte und Untersuchungen zur deutschen Literatur des Mittelalters (MTU)[43]
- Ptolemaeus Arabus et Latinus[44]
- Repertorium Academicum Germanicum (RAG)[45]
- Repertorium „Geschichtsquellen des deutschen Mittelalters“[46]
- Richard-Strauss-Ausgabe[47]
- Schelling in München (1811–1841). Hybride Nachlass-Edition[48]
- Sprachgitter digital: Die historisch-kritische Jean-Paul-Ausgabe[49]
- Thesaurus Linguae Latinae[50]
- Tibetisches Wörterbuch[51]

### Abgeschlossene Forschungsvorhaben und Ad-hoc AGs
- Acta conciliorum oecumenicorum
- Ad hoc-AG Faktizität der Welt[52]
- Ad hoc-AG Islam in Bayern[53]
- Ad hoc-AG Zukunftswerte[54]
- Altokzitanisches Wörterbuch/Dictionnaire de l'occitan médiéval (DOM)[55]
- Corpus der griechischen Urkunden des Mittelalters und der neueren Zeit
- Deutsche Literatur des Mittelalters: Verfasserlexikon
- Deutsche Literatur des Mittelalters: Wörterbuch für mittelhochdeutsche Urkundensprache
- Edition von Kommentaren zu den Sentenzen des Petrus Lombardus[56]
- Ernst Troeltsch-Gesamtausgabe[57]
- Geomorphologie
- Herausgabe der Werke von Johannes Kepler[58]
- Herausgabe des Briefwechsels von Friedrich Heinrich Jacobi
- Johann Gottlieb Fichte – Gesamtausgabe[59]
- Kommission für Semitische Philologie[60]
- Lexicon musicum Latinum[61]
- Max Weber-Gesamtausgabe[62]
- Neurowissenschaften – Sensomotorik bei Mensch und Maschine
- Orlando di Lasso – Gesamtausgabe[63]
- Reallexikon der Assyriologie und Vorderasiatische Archäologie[64]
- Schelling – Edition und Archiv[65]
- Schmellers Bayerisches Wörterbuch[66]
- Überlieferung der deutschsprachigen Lieddichtung des Mittelalters[67]

## Preise
- Schelling-Preis für herausragende Leistungen oder das Lebenswerk von Spitzenforscherinnen und -forschern. Der Preis wird alle zwei Jahre und abwechselnd im Bereich der Geistes- und Naturwissenschaften vergeben.
- Karl-Heinz Hoffmann-Preis für Forschungsleistungen jüngerer Wissenschaftlerinnen und Wissenschaftler. Der Preis wird im jährlichen Wechsel im Bereich der Geistes- bzw. Naturwissenschaften vergeben.
- Robert-Sauer-Preis für hervorragende Forschungsleistungen im mathematisch-naturwissenschaftlichen Bereich. Der Preis wurde von 1998 bis 2014 vergeben.
- Arnold-Sommerfeld-Preis für herausragende Leistungen auf dem Gebiet der Naturwissenschaften. Der Preis wird jährlich vergeben.
- Max-Weber-Preis für herausragende Dissertationen oder Habilitationen auf dem Gebiet der Geisteswissenschaften. Der Preis wird jährlich vergeben.
- Preis der Peregrinus-Stiftung für geisteswissenschaftliche Publikationen.
- Akademiepreis für nebenberuflich erbrachte wissenschaftliche Leistungen. Der Preis wird jährlich vergeben.
- Akademiepreis der Karl Thiemig-Stiftung für Nachwuchsförderung. Der Preis wird an Mitarbeiterinnen und Mitarbeiter verliehen, die sich durch besondere wissenschaftliche Leistungen bzw. überdurchschnittliches Engagement auszeichnen.
- Medaille „Bene merenti“ in Gold, Silber oder Bronze für Persönlichkeiten, die sich besonders um die Akademie verdient gemacht haben.[68]
- Silberne Verdienstmedaille an Mitglieder und (ehemalige) Mitarbeiterinnen und Mitarbeiter (seit 2003).
- Rotary-Preise Hofgarten (2006 bis 2010) und Friedensengel (2007 bis 2009) für Mitarbeiterinnen und Mitarbeiter der Akademie als Anerkennung für besondere wissenschaftliche Leistungen.
- Pioneer Award der Bayerischen Akademie der Wissenschaften: der 2025 zum ersten Mal vergebene Preis zeichnet Forschende für technologische Spitzenleistungen aus, die zugleich eine breite gesellschaftliche Wirkung entfaltet haben.[69]

## Dialog mit der Öffentlichkeit
Neben öffentlichen Veranstaltungen rund um Themen aus der Wissenschaft bietet die Akademie auch digitale Angebote. In der Mediathek stehen Audio- und Video-Aufzeichnungen von Veranstaltungen, Podcast-Interviews sowie Kurzfilme zu Akademievorhaben zur Verfügung. Spezielle Themenreihen widmen sich verschiedenen Schwerpunkten. Das Magazin „Akademie Aktuell“ erscheint drei Mal pro Jahr in einer Auflage von 4.000 Exemplaren sowie als e-Paper.